# Slaget ved Svenstrup
Slaget ved Svenstrup stod i 1534 i Svenstrup syd for Aalborg mellem oprørske bønder og adelige styrker. Det var et led i Clementsfejden i den borgerkrig, der kaldes Grevens Fejde. 
Den del af jyske adel, som forsøgte at organisere en modstand mod oprørerne, havde på et møde i Aarhus, ledet af Mogens Gøye og lensmanden på Kalø slot, Erik Banner, samlet en hær i Randers. Adelshærens ledelse besluttede med en styrke af danske og holstenske ryttere og fodfolk at nedkæmpe bøndernes oprør uden at afvente de 2000 landsknægte, som hertug Christian havde lovet at sende fra Holsten til hjælp.
Bønderne kæmpede under Skipper Clements ledelse og var allieret med grev Christoffer af Oldenburg og den lübske borgmester Wullenwever, som havde planer om genindsættelse af Christian 2. på tronen..
Adelshæren overnattede i Svenstrup, og den 16. oktober 1534 om morgenen tog Skipper Clements cirka 6000 mand opstilling på højderne nord for Svenstrup. Adelshæren gik til angreb, men dens rytteri blev tynget af de tunge rustninger og sad fast i mudderet i mosedragene ved Hærvejen – Lere Sig. Her led adelen et fuldstændigt nederlag, hvorunder hærførerne, Holger Holgersen Rosenkrantz og Niels Lavesen Brock, 12 adelige og et ukendt antal fodfolk blev dræbt.